# Spritz

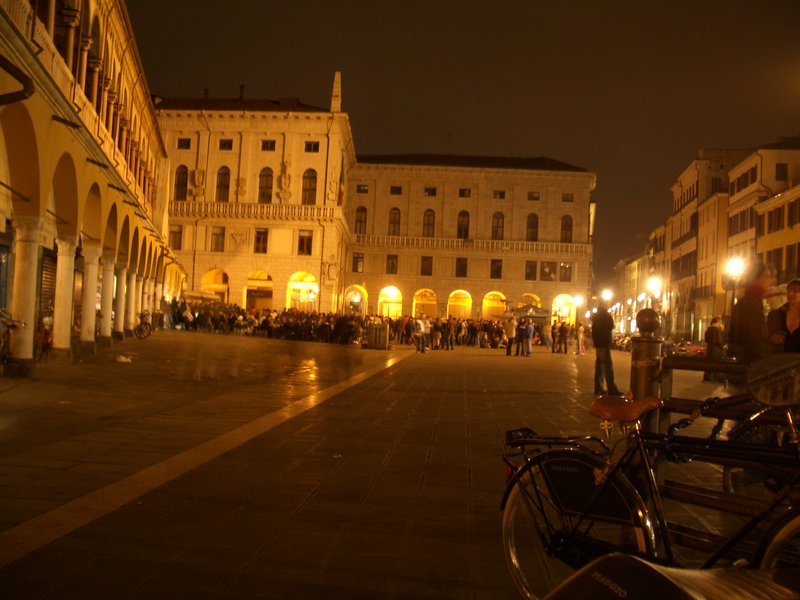
Piazza delle Erbe a Pàdua, on la gent hi va a beure's un spritz

El spritz és un aperitiu alcohòlic les arrels històriques del qual es remunten als temps de la dominació austro-hongaresa de l'àrea de Trieste, al nord d'Itàlia. La International Bartenders Association va declarar el spritz veneziano com un còctel oficial el 2011.
En la seva forma més tradicional és una barreja d'aigua amb gas i vi (negre o blanc). Sembla que el soldats de l'Imperi Austríac hi van tenir un paper important, en rebaixar amb aigua els vins del Vèneto, d'alta graduació alcohòlica. En el transcurs dels anys, el consum d'aquesta beguda ràpidament es va difondre a les altres ciutats del Vèneto, del Friül – Venècia Júlia i del Trentino.
No hi ha una composició unívoca pel spritz, sinó diverses variants després interpretades lliurement pels cambrers. Un denominador comú entre les variants existents és la presència de vi blanc sec i la soda que, quantitativament, han de tenir almenys unes proporcions del 40% i el 30%; el 30% restant ve completat amb les més variades tipologies de begudes alcohòliques, amb la regla no escrita de preservar sempre una coloració vermella pel còctel. La graduació alcohòlica -per tant- és variable, però sol estar al voltant dels 15°.
A Pàdua i a Venècia el spritz es prepara barrejant-li Select (el bitter local més apreciat), Campari, Aperol o Cynar a la base de prosecco i soda, i afegint-li una rodanxa de taronja, rares vegades amb l'afegitó d'una oliva, i glaçons.
Al Vèneto el spritz constitueix un autèntic ritual popular que a partir de mig matí segueixen joves i vells. És indubtablement l'aperitiu més consumit, un impuls per a la vida social i un símbol de l'espurnejant atmosfera ciutadana.
Alguns dels llocs on és més consolidat el ritual del spritz són la Piazza delle Erbe a Pàdua, el Campo Santa Margherita a Venècia, la Piazza delle Erbe a Verona, la Porta San Tomaso a Treviso, i la platja del Faro a Jesolo Lido, Piazza Matteotti a Udine, Piazza delle Erbe i Piazza dei Signori a Vicenza, Piazza Unità a Trieste, Piazza Libertà i Ponte Vecchio a Bassano del Grappa, Piazza Giorgione a Castelfranco Veneto, Loggia dei Grani a Montebelluna, al Centrale d'Asolo, Corso Italia a Cortina d'Ampezzo, Piazza Cima a Conegliano Veneto